# Facundo Kidd
Facundo Kidd Álvarez (n. Colonia del Sacramento, Uruguay; 4 de agosto de 1997) es un futbolista uruguayo. Juega como defensa y su equipo actual es el Progreso de la Primera División Profesional de Uruguay.

## Clubes
| Club               | País    | Año           |
| ------------------ | ------- | ------------- |
| Plaza Colonia      | Uruguay | 2016-2020     |
| Santiago Wanderers | Chile   | 2021          |
| Plaza Colonia      | Uruguay | 2022-presente |

## Palmarés

### Títulos nacionales
| Título                       | Club          | País    | Año  |
| ---------------------------- | ------------- | ------- | ---- |
| Torneo Clausura              | Plaza Colonia | Uruguay | 2016 |
| Segunda División Profesional | Plaza Colonia | Uruguay | 2024 |